# Octávio Zani
Octávio Zani, född 1 januari 1902, död 16 november 1967, var en friidrottare från Brasilien. Han deltog vid olympiska sommarspelen 1924.